# Barnevelder
Barnevelder sind eine Haushuhnrasse.

## Herkunft
Barnevelder wurden ab 1850 zuerst in Gelderland gezüchtet, kamen von dort auch nach Deutschland. Die Rasse entstand aus Landhühnern, in denen Privatzüchter Cochins einkreuzten. Später wurden auch Goldwyandotten, Rhodeländer und vermutlich auch Indische Kämpfer eingekreuzt. Die Rasse gilt als Zweinutzungsrasse, da bei ihr eine gute Legeleistung, Mastfähigkeit und Fleischqualität verbunden ist.
Im BDRG sind 7 unterschiedliche Farbenschläge zugelassen. Am verbreitetsten ist der braun-schwarzdoppeltgesäumte Farbenschlag, der eine sehr ungewöhnliche Federzeichnung hat. Die Federn sind doppelt gesäumt. Das heißt, sie haben eine doppelte, schwarze Saumzeichnung auf einem kastanienbraunen Grund. Bei Leistungsschauen wird auf eine gleichmäßige Verteilung dieses Farbmerkmals geachtet.
Barnevelder gelten als relativ ruhige und zutrauliche Hühner. Sie fliegen nur ungerne auf, was sie für eine Privathaltung im Freien besonders geeignet macht.
Die Eier haben eine recht dicke, braune Schale, was sie für die Nutzung in Brutmaschinen attraktiv macht.

## Bestand und Gefährdung
Das Barnevelder Huhn ist selten und wurde in die Liste der gefährdeten Haustierrassen aufgenommen. Die Bundesanstalt für Landwirtschaft und Ernährung führt die Barnevelder in der „Roten Liste der gefährdeten Nutztierrassen 2021“ in der Gefährdungsklasse III (Gefährdet). Danach gab es 2019 in Deutschland 252 Hähne und 1127 Hennen., womit sich der Bestand innerhalb von 10 Jahren etwa halbiert hat.
Im gleichen Sonderverein wie die Großrasse werden die Zwerg-Barnevelder betreut.

## Galerie

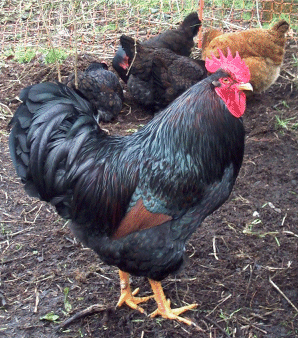
Hahn
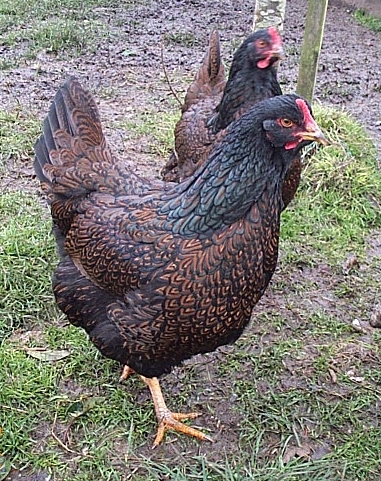
Hennen
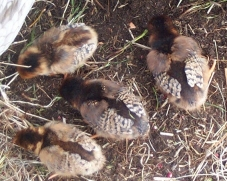
Küken
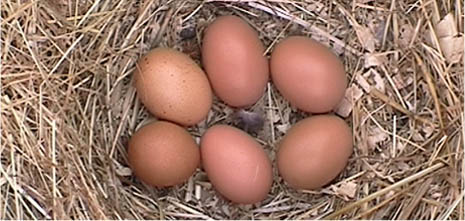
Eier